# ساندي كاميرون
ساندي كاميرون هو سياسي كندي، ولد في 16 ديسمبر 1938 في Sherbrooke, Nova Scotia ‏ في كندا، وتوفي بنفس المكان في 25 ديسمبر 2004. نشط حزبياً في الحزب الليبرالي في نوفا سكوشا ‏. وقد انتخب عضو مجلس نواب نوفا سكوشا.